# Rolf Lundgren
Rolf Agne Lundgren, född 9 november 1918 i Stockholm, död där 7 oktober 2017, var en svensk radioman och språkpedagog.

## Biografi

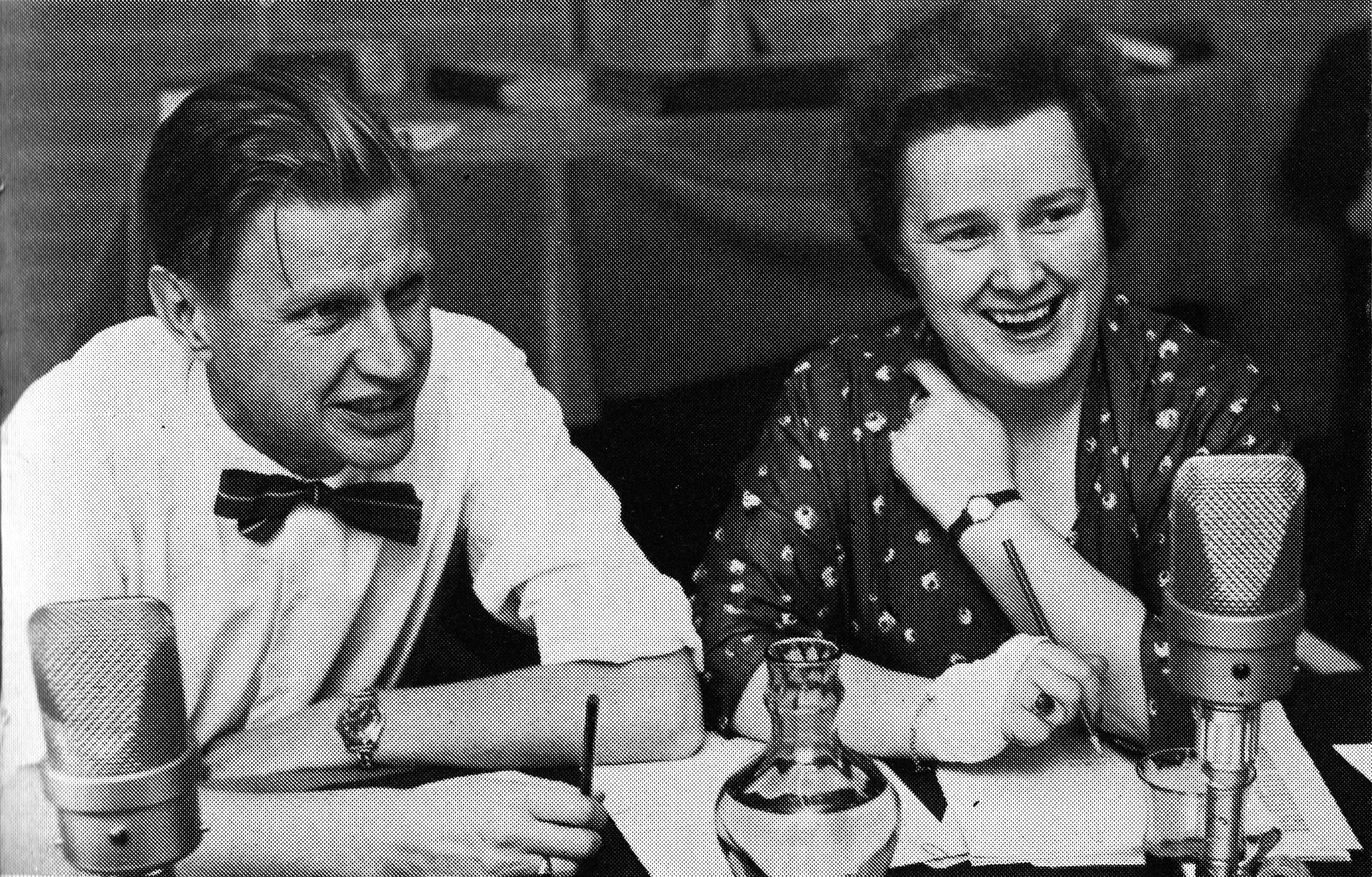
Rolf Lundgren och Marianne Orup, som jurymedlemmar i Vi som vet mest 1958.

### Ungdomsåren
Rolf Lundgren växte upp mitt i stadsdelen Klara i centrala Stockholm där han gick i Klara folkskola. 1936 tog han studentexamen i Norra latin. Under läroverkstiden utmärkte han sig som snabb center i Stockholms skolmästerskap i fotboll, till den grad att han enligt Dagens Nyheter torde kunna vänta sig anbud från de större fotbollsklubbarna. Han blev fil. mag. i moderna språk i Uppsala under 1940-talets förra hälft. Vid decenniets mitt arbetade han inom Folkuniversitetet och drev klubben "English spoken" vars möten bestod av "tedrickning, allmänbildningstävlingar och trivsam engelsk konversation med riktiga engelsmän som strös ut litet här och var bland deltagarna för att få sprätt på samtalet".

### Radio- och tv-karriären i stora drag
Lundgren var producent av språkkurser 1945–55 och 1978–84 och däremellan i tur och ordning chef för Sveriges Radios barn‑ och undervisningsredaktion (1956–64), chef för skolprogramavdelningen (1964–69) samt direktör för utbildningsprogramenheten (1969–77) vars verksamhet sedan övertogs av nybildade Utbildningsradion (1978–).

### Språkprogrammen och deras betydelse

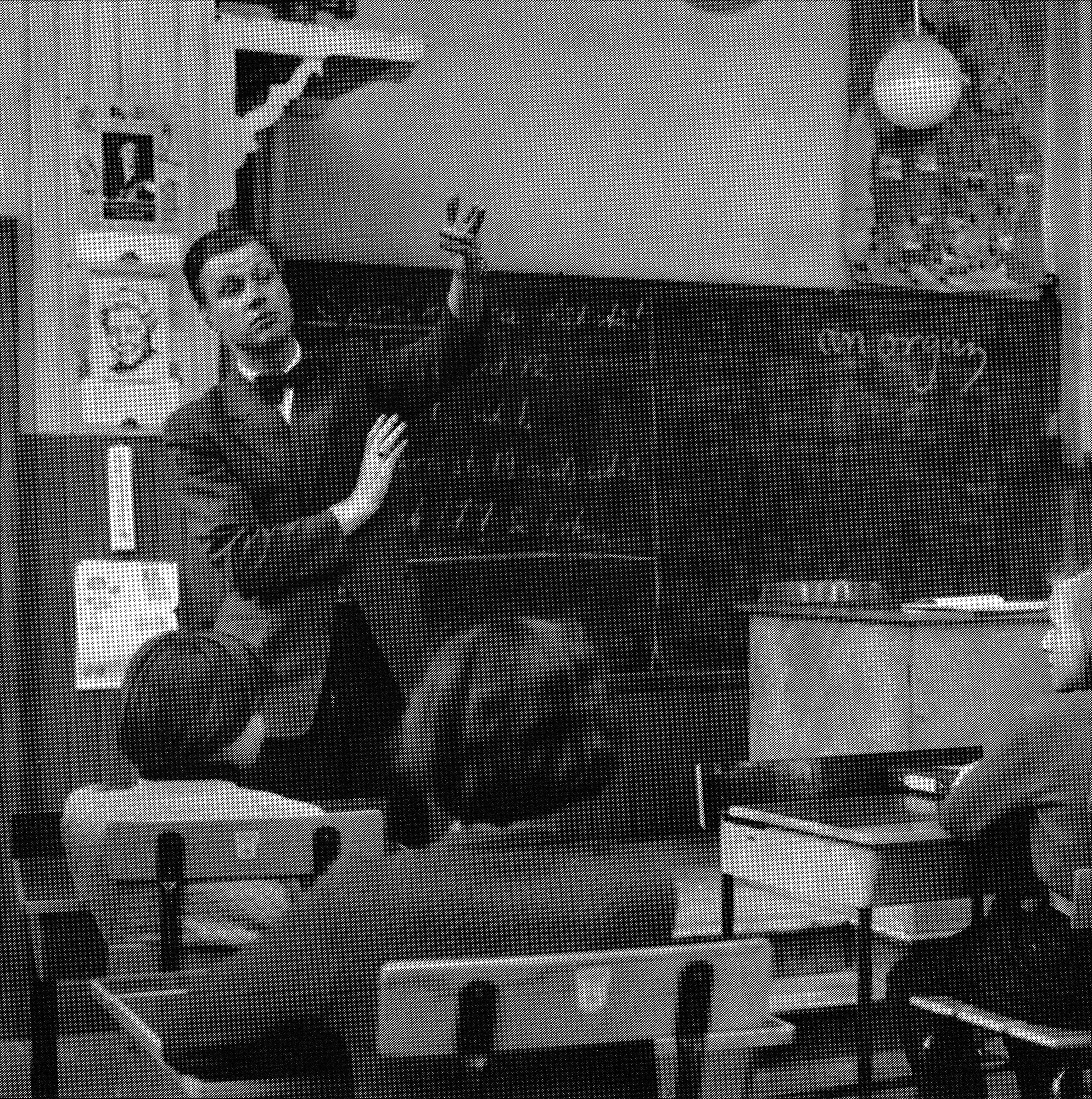
Rolf Lundgren vid ett skolbesök 1955.

Lundgren började på Radiotjänsts folkbildningssektion i januari 1945 och blev en pionjär inom språkundervisning via radio. Han skapade bland annat radioserien Meet the Taylors (premiär 1951), till vilken skapades en kursbok såld i 170 000 exemplar, och som blev den största succé Radiotjänst dittills haft med en språkkurs.
Rolf Lundgren var blygsam i bedömningen av vad han själv betytt för allmänhetens ökade engelskkunskaper men konstaterade i vart fall att radions kurser i engelska gjort det möjligt att redan 1955 göra ämnet obligatoriskt i folkskolan; "Sverige var, såvitt jag vet, internationellt sett tidigt ute med detta obligatorium", skrev han 1988.
Vid sitt stora publika genombrott i början av 1950-talet
beskrevs Lundgrens röst som "klar, ungdomlig, hurtig och mjuk på en gång".

### Vid sidan av språkprogrammen
Under ett antal dagar i samband med fredsyran i maj 1945 höll han radiolyssnarna kontinuerligt underrättade om innehållet i utländska radiosändningar, vilket fick till följd att han sedermera även anlitades som flitigt förekommande hallåa från 1945 och drygt tio år framåt.
Han arbetade även som utsänd reporter för Dagens eko. Hösten 1956 gjorde han en fem veckors reportageresa i Sovjetunionen tillsammans med Sven Jerstedt.
1966 gjorde han berättarrösten till Rune Andréassons första Bamse-filmer (sex avsnitt).

### Senare år
Från 78 till 89 års ålder var han lärare i italienska vid Senioruniversitetet i Stockholm, åren 1997–2008.
Han är intervjuad i bland annat Lars Ragnar Forssbergs biografi Hyland: legenden och hans tid (2013) och i Owe Erikssons tv-dokumentär Sven Jerring – rösten som öppnade världen (2018). Rolf Lundgren är begravd på Solna kyrkogård.

## Radio- och tv-produktioner (i urval)

### Radio
- Meet the Taylors (premiär 1951-09-09)[26]
- The Taylors again (premiär 1953-03-15)[27]

### TV (berättare)
- Walter and Connie (1965–66) [28][29]
- Bamse (1966) [21]
- Guten Tag (1969) [30][31]

## Utmärkelser
- 2003 – förtjänstmedalj från Folkuniversitetet[22]
- 2011 – ”Cavaliere dell’ordine delle solidarietà italiana” från italienska ambassaden, för bokserien Buongiorno Italia! med tillhörande ljudband[22]